# 土地改良区
土地改良区（とちかいりょうく）は、土地改良法（昭和24年6月6日法律第195号）に基づく土地改良事業を施行することを目的として同法に基づいて設立された法人である。

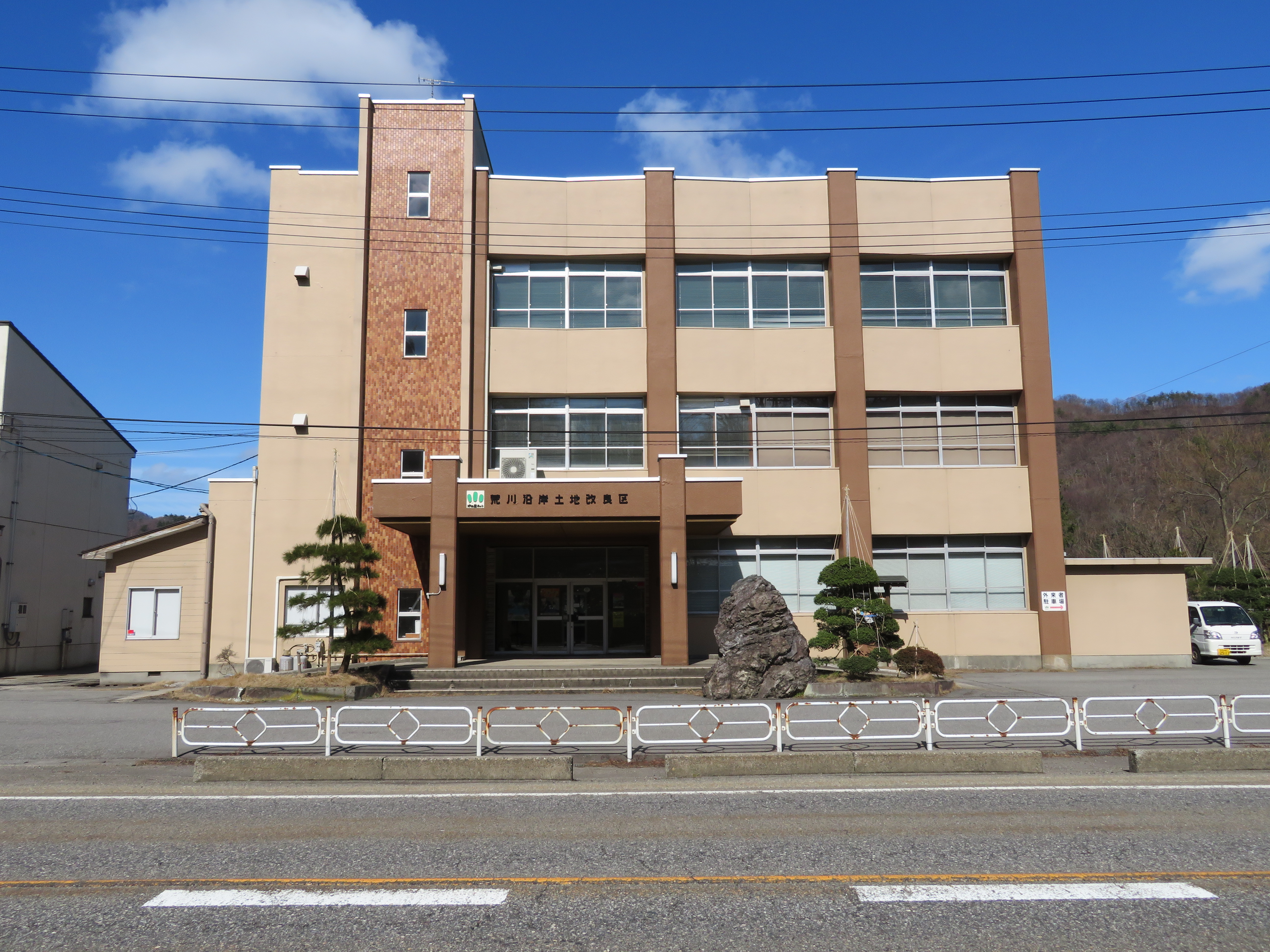
新潟県村上市にある荒川沿岸土地改良区の事務所

土地改良区は、「水土里ネット」（みどりネット）という愛称で呼ばれている。

## 設立
土地改良法第3条に規定された土地改良事業に参加する資格を有する土地の使用者や小作人・養畜を行う者など使用収益者等15人以上の者が、その地域において同様の資格を有する耕作者などの有資格者の3分の2以上の同意をえて、都道府県知事に申請を行い、その認可を受けることによって設立される（土地改良法第5条～第10条）。都道府県知事の認可を受けて設立された土地改良区は法人とし（土地改良法第13条）、土地改良区でないものはその名称を使用することができない（土地改良法第14条）。

## 組織
定款・規約
土地改良区の定款には必ず記載しなければならない事項が定められ（土地改良法第16条）、規約を設けることができる（土地改良法第17条）。
役員
土地改良区の役員として理事及び監事を置く。理事の定数は5人以上、監事の定数は2人以上で、役員の任期は原則として4年とされる（土地改良法第18条）。そのほか選出方法などについては、土地改良法第18条から第21条に規定されている。
議決機関
土地改良区の議決機関として総会がおかれ、組合員の数が100人を超える土地改良区については総会に代え総代会をおくことができる（土地改良法第22条・第23条）。そのほかの規定については、土地改良法第23条から第35条に規定されている。
組合員
土地改良区の地区内にある土地につき土地改良法第3条に規定する資格を有する者は、その土地改良区の組合員となる（土地改良法第11条）。

## 経費の徴収
金銭、夫役、現品または加入金
土地改良区の事業の経費に充てるため、その地区内にある土地につき、その組合員に対して金銭、夫役、現品または加入金を賦課徴収することができるが、賦課徴収するに当たり定款に定めなければならない。また、定款に定めるところにより、都道府県知事の認可を受け、その行う土地改良事業によつて利益を受ける者で農林水産省令で定めるものから、特定受益者の受ける利益を限度として、その土地改良事業に要する経費の一部を徴収することができる（土地改良法第36条）。
特別徴収金
政令の定めるところにより、定款で、組合員が、土地改良事業の施行に係る地域内にある土地でその者の土地改良法第3条に規定する資格に係るものを当該土地改良事業の計画において予定する用途以外の用途に供するため所有権の移転等（所有権の移転又は地上権、賃借権その他の使用及び収益を目的とする権利の設定若しくは移転をいう）をした場合又は当該土地を自ら目的外用途に供した場合（当該土地を目的外用途に供するため所有権の移転等を受けて、目的外用途に供した場合を除く）には、当該組合員から、当該土地改良事業に要する費用のうち当該土地に係る部分の額から土地改良法第36条第1項の規定により当該費用に充てるためその土地につき賦課された金銭その他の額を差し引いて得た額の全部又は一部を徴収することができる（土地改良法第36条の2）。
なお、土地改良区の地区内にある農地を農地法第4条又は第5条の規定により転用する場合は、都道府県知事に許可の申請書を提出する際に、当該土地改良区の意見書を添付しなければならない（農地法施行令第1条の7第1項、第1条の15第1項、農地法施行規則第4条第6号、第6条第2項第3号）。
滞納処分
土地改良区は、賦課金等を滞納する者がある場合は、督促状を発送し、督促を受けた者が期限までに完納しない場合は、市町村長に対しその徴収を請求することができる。市町村が処分に着手しない場合には、理事は、地方税の滞納処分の例により、都道府県知事の認可を受けて、その処分をすることができる（土地改良法第39条第5項）。
区債・借入金
土地改良区は、その事業を行なうため必要がある場合には、区債を起こし、又は借入金の借入をすることができる（土地改良法第40条）。

## その他
- 土地改良区の管理運営については、土地改良法第16条から第46条に規定されるとともに、都道府県知事の監督下にあり、定期的な検査が実施されている（同法第132条）。
- 総代の選挙については、市町村の選挙管理委員会の管理のもとに実施され（同法第23条第4項）、役員もしくは総代がその職務に関して賄ろを収受したとき、よって不正の行為をしたときは、公務員と同様に懲役刑が科せられる（同法第140条）。
- 極めて公共性の高い法人であることから、事務局を市町村において職員が兼務している土地改良区もある。
- 令和4年法改正により、知事の認可を受けて一般社団法人又は認可地縁団体に組織を変更することができるようになった[1]。